# Eoschizopera marlieri
Eoschizopera marlieri is een eenoogkreeftjessoort uit de familie van de Miraciidae. De wetenschappelijke naam van de soort is voor het eerst geldig gepubliceerd in 1960 door Rouch & Chappuis.